# 방진영(옹기성형장)
방진영(옹기성형장)은 전라남도 강진군 칠량면에 있다. 2015년 3월 2일 강진군의 향토문화유산 제59호로 지정되었다.

## 개요
- 2001 행정자치부 장관상 수상
- 2006 중국 호나성 작품전
- 2008 일본 한일 교류 순회전
- 2009 강진 청자 유럽 순회전
- 2010년 제28회 2010예술대제전 동상